# Chuyện từ góc công viên
Chuyện từ góc công viên (tiếng Anh: Story from the Corner of a Park) là một bộ phim tài liệu Việt Nam sản xuất bởi Hãng phim Tài liệu và Khoa học Trung ương, do Trần Văn Thủy và Hồ Trí Phổ đồng biên kịch kiêm đạo diễn. Phim sản xuất, công chiếu lần đầu vào năm 1996 và từng xuất hiện tại nhiều hội thảo quốc tế về chất độc da cam.

## Nội dung
Phim mô tả lại câu chuyện đời thường của một gia đình là nạn nhân chất độc màu da cam. Nguyễn Thanh Sơn là một cựu quân nhân Việt Nam Dân chủ Cộng hòa, sau khi xuất ngũ đã trở thành thợ chụp ảnh cho các gia đình tại công viên Lê-nin. Do trong một lần làm nhiệm vụ ông Sơn bị nhiễm chất độc nên sau khi kết hôn với vợ là Phạm Thị Đức Hòa, những đứa con của ông không may phải chịu những di chứng từ chất độc da cam: đứa con gái đầu Nguyễn Thị Phương Thúy bị bại liệt, mắc bệnh động kinh và bị mù, câm, điếc. Đứa con trai thứ hai Nguyễn Thanh Tùng tuy lớn lên khỏe mạnh nhưng bị mù cả đôi mắt. Dù phải chịu hoàn cảnh éo le nhưng những thành viên trong gia đình vẫn nỗ lực vươn lên số phận và nuôi dưỡng niềm tin vào cuộc sống.

## Sản xuất
Đạo diễn bộ phim là Trần Văn Thủy và Hồ Trí Phổ; cả hai cũng là đồng biên kịch tác phẩm. Thời điểm sản xuất và ra mắt năm 1996, Chuyện từ góc công viên đã đóng vai trò tiên phong trong việc làm phim gần như không dùng lời bình, không âm nhạc – là phong cách phim tài liệu hiện đại vốn còn rất sơ khai tại Việt Nam khi ấy.

## Tiếp nhận
Trong bối cảnh Vụ kiện hậu quả chất độc màu da cam trong Chiến tranh Việt Nam đang diễn ra, bộ phim đã có mặt tại vô số hội thảo về chất độc da cam tổ chức ở nhiều nơi khác nhau, đặc biệt là Mỹ. Phim trước đó cũng từng tham dự các liên hoan phim, buổi chiếu phim quốc tế. Người dịch phụ đề tác phẩm ra tiếng Anh là một học giả người Mỹ tên Diana Fox. Chỉ riêng tại buổi chiếu ở Thành phố New York năm 2004, bộ phim đã nhận được phản hồi tích cực từ khán giả và một tràng pháo tay dài sau khi kết thúc. Các buổi chiếu tại Hà Nội cũng ở trong tình trạng kín chỗ, với đa số khán giả là người nước ngoài sinh sống tại Việt Nam. Viết trong cuốn Four Decades On, bộ đôi tác giả Laderman và Martini dành lời khen ngợi cho Chuyện từ góc công viên khi không chủ ý được làm ra để gây sốc cho người xem nhưng đã có "tác động khích lệ tới phản ứng nhân đạo".
Vào năm 2009, phim đã phát sóng trên kênh VTV4 của Đài Truyền hình Việt Nam, trong loạt chương trình 24 giờ nhân ngày vì nạn nhân chất độc da cam Việt Nam. Về phía Trần Văn Thủy, bộ phim từng được đưa vào hồ sơ xét tặng Giải thưởng Hồ Chí Minh về văn học, nghệ thuật ở lĩnh vực điện ảnh cho đạo diễn, nhưng đã không được chấp thuận bởi hội đồng xét duyệt.

## Giải thưởng
| Năm  | Giải thưởng                            | Hạng mục                                         | Đề cử                   | Kết quả   | Tham khảo     |
| ---- | -------------------------------------- | ------------------------------------------------ | ----------------------- | --------- | ------------- |
| 1996 | Giải thưởng Hội Điện ảnh Việt Nam 1995 | Phim tài liệu                                    | Chuyện từ góc công viên | Giải A    | [ 18 ] [ 19 ] |
| 1996 | Liên hoan phim Việt Nam lần thứ 11     | Giải kỹ thuật xuất sắc của Cục Điện ảnh Việt Nam | Chuyện từ góc công viên | Đoạt giải | [ 20 ]        |